# Societat Wagner
La Societat Wagner fou fundada el 1870 per Joaquim Marsillach, Felip Pedrell, Andreu Vidal Llimona, Claudi Martínez Imbert i Josep de Letamendi, amb la finalitat de fer conèixer les obres de Richard Wagner, amb la presidència honorària del mateix compositor.